# Кос (острво)
Кос (грч. Κως) је једно од већих острва у групацији Додеканеза у источној Грчкој. Управно острво припада округу Кос у оквиру периферији Јужни Егеј, као средишње острво, где са околним острвцима и хридима чини посебну општину. Главно место на острву је истоимени град Кос, истовремено и седиште округа.

## Природни услови
Кос је друго по величини и значају острво Додеканеза. Најближе значајнија острва су Нисирос ка југу и Калимнос ка северу, оба удаљена приближно 15 km. Острво је планинско и каменито. Обала Коса је разуђена. Острво је веома издужено у правцу исток-запад око 40 km, а релативно уско у правцу север-југ, чак и пар километара у западном делу острва. Кос има бројне мале заливе са скривеним плажама.
Клима КОса је средоземна са дугим, сушним летима и благим и кишовитим зимама. Недостатак воде је значајно ограничење, али, будући да Кос близу копна, користе се богати подземни извори. Због тога је биљни и животињски свет бујнији него на неким околним острвима, мада је он особен за ову климу. Од гајених култура доминирају маслина и винова лоза.

## Историја
Кос је насељен још током неолита. У 11. веку п. н. е. острво насељавају Дорци и под њима почиње процват острва. Током Грчко-Персијског рата становници полиса Кос су двапут протерали Персијанце са острва, али уз помоћ Атине. Због тога је Кос пришао Делском савезу и остао дуго. После изласка Родоса из овог савеза Кос је био главно упориште античке Атине у овом делу Грчке. После смрти Александра Македонског Кос се ослањао на Египат Птолемеја.
164. г. Кос је пао у руке старог Рима, али је задржао аутономију. Поделом царства Кос је припао Византији, у оквиру које ће остати вековима. 1206. г., после упада Крсташа у Цариград, острво присвајају Млечани. 1315. године Кос освајају витезови Малтешког реда. Многе њихове грађевине, највише утврђења, сачуване су до дан-данас. Сва ова утврђења нису помогла у одбрани острва против Сулејмана Величанственог 1523. г. и Кос постаје османски.
Под Турцима Кос је остао неколико векова чинећи један од најбогатијих делова овог огромног царства. Иако су Грци са Коса били активни током свих догађаја на тадашњем грчком подручју они су се ослободили Османлија тек 1912. г. Нажалост, тада су острво окупирали Италијани, који су били безобзирни према острвском становништву и спроводили су оштре мере италијанизације. Ово је изазвало назадовање острва и исељавање становништва. Тек после Другог светског рата острво је враћено матици Грчкој. Тада је постепено почео опоравак острва пре свега захваљујући развоју туризма, данас преовлађујућег чиниоца развоја острвске привреде.

## Становништво
Главно становништво на Косу су Грци. КОс спада у прилично густо насељена острва међу острвима Додеканеза, а развој туризма током протеклих 20ак година допринео је даљем просперитету острва и повећању броја становника. Последњих година има све више и страних становника, бивших туриста или туристичких радника пореклом из неразвијених земаља.
Главно место, град Кос доминира острво по насељености. У њему живи око половине становништва, а околини преко 60% становник Коса. Град и његова околина су део острва са најбржим развојем.

## Привреда
Данас се привреда Коса све више заснива на туризму и поморству, а све мање на традиционалној пољопривреди (маслине, винова лоза, бадем, мање јужно воће). Туризам је посебан, јер се јако ослања омладински вид туризма (дискотеке, клубови, велика слобода у понашању).

## Кос
Град Кос смештен је на источној обали острва. Данас је то град са приближно 20.000 становника (око 65% острвљана) и јако туристичком и поморском привредом. Ту су смештене и све важније острвске управне, културне и образовне установе. Близу града(20 km) у селу Антимахиа се налази и острвски аеродром. Туристичко место Кардамена(мала лука) се налази на око 25 км од града Кос, а на 42 километру је и село Кефалос са предивним заливом и плажама. Недалеко од града Коса, у брдима је и традиционално село Зиа, са пуно ресторана, одакле се пружа предиван поглед(и на суседно острво Калимнос). Позната туристичка места су и Пили, Тигаки, Мастихари(мала лука), са лепим плажама.

## Галерија
- Градска лука
- Лука
- Катедрала града Коса
- Градска пијаца
- Управа јавне безбедности
- Плажа поред Тврђаве
- део луке и тврђава
- Хипократово дрво
- Зиа, видиковац
- Поглед на Тврђаву, Антимахиа
- Летовалиште Кардамена
- Залив, Кефалос
- Археолошко налазште-Асклепион
- Хипократов Храм(остаци)